# 龙门铁泉
23°48′5.2″N 114°15′11.2″E / 23.801444°N 114.253111°E
龙门铁泉，又称龙门温泉，是中华人民共和国广东省惠州市龙门县的一個温泉，位於244省道的K233+212标记位，是中国最大的山水园林温泉，有「亚洲第一泉」的称呼 。
龙门铁泉擁有亚洲最大的温泉康乐中心，以及黄金蒸气浴、黄金汤泉。遊客還能在此進行冲浪。这些不止是在中国大陆是独一无二的，甚至在整个东亚和东南亚都很少见 。

## 外部鏈接
- 官方网站